# 莱特航空

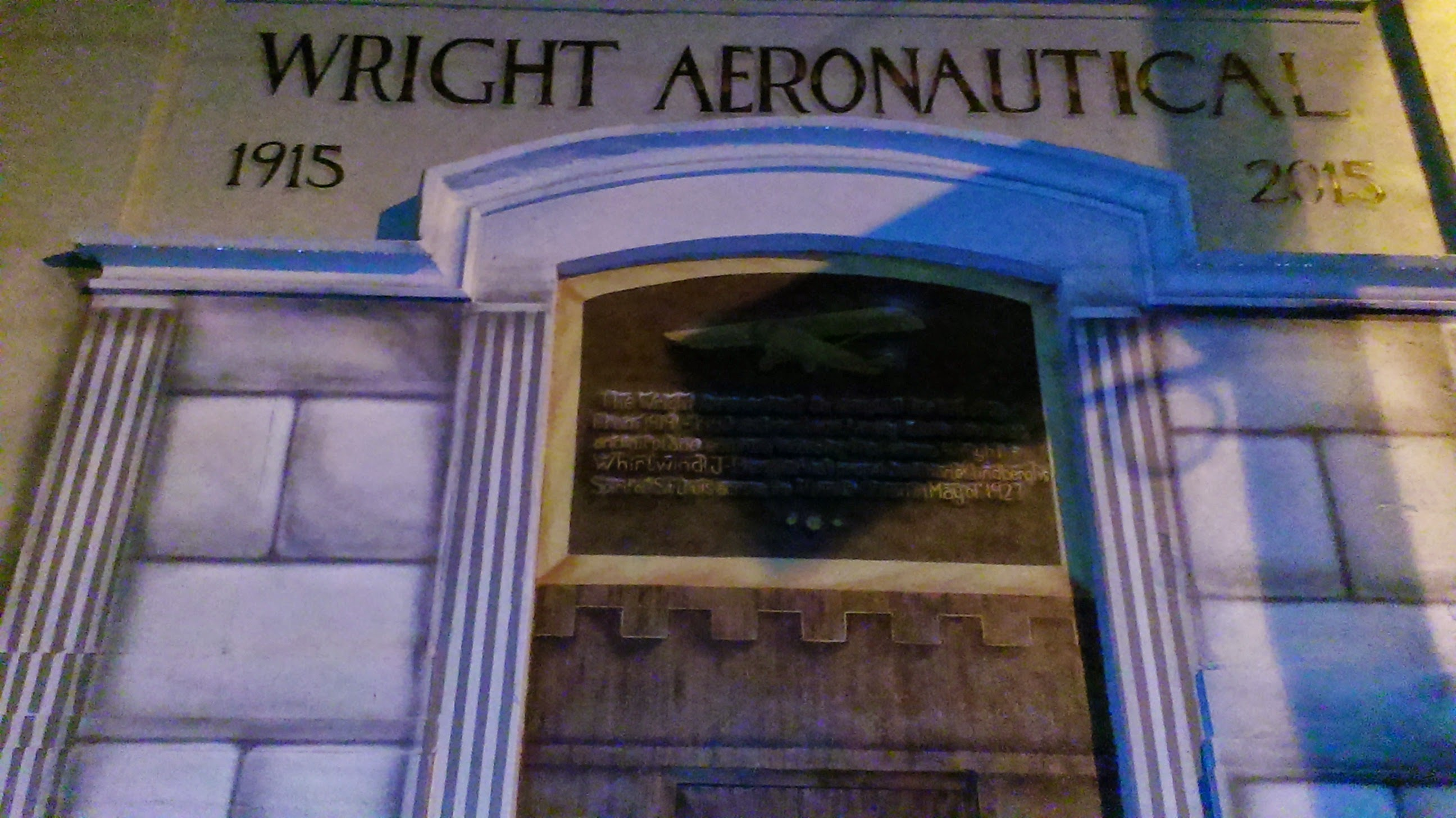
位于美国新泽西州帕特森的莱特航空

莱特航空（Wright Aeronautical）是莱特兄弟创办的一家公司。
莱特兄弟于1909年创办其第一家公司——莱特公司。后同格伦·L·马丁公司合并为莱特－马丁公司，但与一年后格伦·卢瑟·马丁离开。1919年公司更名为莱特航空。
1924年其最好的一批工程师参加了普惠公司（Pratt & Whitney）。
1929年莱特航空同柯蒂斯飞机与发动机公司合并为柯蒂斯-莱特公司。
| 前任： 萊特－馬丁公司 Wright-Martin | 萊特航空 Wright Aeronautical 1919-1929 | 繼任： 柯蒂斯-萊特公司 Curtiss-Wright Corporation |